# Fraserburg
Fraserburg este un oraș din provincia Noord-Kaap, Africa de Sud.